# Mini EMA 2015
Mini EMA 2015, izbor za slovenskega predstavnika na 13. izboru Pesmi Evrovizije za otroke, je potekala 20. in 27. septembra ter 4. oktobra v okviru nedeljskega Vikend paketa. Obsegala je dva predizbora in finalni izbor: v obeh predizborih so se predstavili po 3 izvajalci, izmed katerih je strokovna žirija (Nuška Drašček, Patrik Greblo in Nina Pušlar) izbrala enega, ki se je uvrstil v finale. V finalu, v katerem sta se pomerila dva izvajalca, o zmagovalcu odločalo telefonsko glasovanje. Zmagala je Lina Kuduzović.
Zbiranje pesmi je potekalo od 17. julija do 31. avgusta 2015. Na razpis so se lahko prijavili izvajalci, stari med 10 in 15 let. Izvajalci so morali biti soavtorji glasbe in/ali besedila, ki je moralo biti v večini (75 %) v slovenskem jeziku.

## Tekmovalne skladbe
Izborna komisija (Alenka Godec, Anka Jazbec in Boštjan Grabnar) je izmed vseh skladb, prispelih na razpis, izbrala naslednjih 6:
1. predizbor – 20. 9. 2015
| #  | Izvajalec        | Naslov pesmi        | Avtor glasbe               | Avtor besedila                  | Avtor aranžmaja                     |
| -- | ---------------- | ------------------- | -------------------------- | ------------------------------- | ----------------------------------- |
| 1. | Rebeka Satler    | S tabo (Let you go) | Alex Volasko               | Rebeka Satler                   | Rebeka in Samo Satler, Alex Volasko |
| 2. | Janina Klenovšek | Sonce v ogledalu    | Rok Golob                  | Katarina Habe, Janina Klenovšek | Rok Golob                           |
| 3. | Leni             | Najlepši dan        | Aleš Klinar, Alenka Vozlič | Tina Muc, Anja Rupel            | Miha Gorše                          |

2. predizbor − 27. 9. 2015
| #  | Izvajalec      | Naslov pesmi   | Avtor glasbe            | Avtor besedila                          | Avtor aranžmaja          |
| -- | -------------- | -------------- | ----------------------- | --------------------------------------- | ------------------------ |
| 1. | Lina Kuduzović | Prva ljubezen  | Lina Kuduzović, Maraaya | Lina in Sebina Kuduzović, Maraaya       | Raay                     |
| 2. | Jaka & Maks    | Full of energy | Zala Smolnikar          | Renata Smolnikar, Jaka in Maks Dolinšek | Renata in Zala Smolnikar |
| 3. | Tina Vinter    | Brez okov      | Zvone Hranjec           | Tea Vindiš, Tina Vinter                 | Zvone Hranjec            |

Finalni izbor – 4. 10. 2015
| #  | Izvajalec      | Naslov pesmi  |
| -- | -------------- | ------------- |
| 1. | Leni           | Najlepši dan  |
| 2. | Lina Kuduzović | Prva ljubezen |